# Філіпп Кен
Філіпп Кен (нім. Philipp Köhn, нар. 2 квітня 1998, Дінслакен) — швейцарський футболіст, воротар клубу «Монако».
Виступав, зокрема, за клуб «Ліферінг», а також молодіжну збірну Швейцарії.
Дворазовий чемпіон Австрії. Дворазовий володар Кубка Австрії. 

## Клубна кар'єра
Народився 2 квітня 1998 року в місті Дінслакен. Вихованець юнацьких команд футбольних клубів «Дуйсбург», «Шальке 04», «Штутгарт» та «РБ Лейпциг».
У дорослому футболі дебютував 2018 року виступами за команду «Ліферінг», в якій провів один сезон, взявши участь у 12 матчах чемпіонату. 
Своєю грою за цю команду привернув увагу представників тренерського штабу клубу «Ред Булл», до складу якого приєднався 2019 року. Відіграв за команду із Зальцбурга наступний сезон своєї ігрової кар'єри.
Протягом 2020—2021 років захищав кольори клубу «Віль».
До складу клубу «Ред Булл» приєднався 2021 року.
15 липня 2023 року підписав пятирічний контракт з клубом Ліги 1 «Монако».

## Виступи за збірні
2012 року дебютував у складі юнацької збірної Німеччини (U-15), загалом на юнацькому рівні взяв участь у 21 іграх.
Протягом 2019 року залучався до складу молодіжної збірної Швейцарії. На молодіжному рівні зіграв у 3 офіційних матчах.
У листопаді 2022 року він був включений до складу збірної Швейцарії на Чемпіонат світу з футболу 2022 року.

## Статистика виступів

### Статистика клубних виступів
Статистику оновлено станом на 20 жовтня 2021 року.
| Сезон               | Команда             | Чемпіонат           | Чемпіонат | Чемпіонат | Національний кубок | Національний кубок | Національний кубок | Континентальні кубки | Континентальні кубки | Континентальні кубки | Інші змагання | Інші змагання | Інші змагання | Усього | Усього | Усього |
| Сезон               | Команда             | Ліга                | Ігор      | Голів     | Ліга               | Ігор               | Голів              | Ліга                 | Ігор                 | Голів                | Ліга          | Ігор          | Голів         | Ігор   | Голів  |        |
| ------------------- | ------------------- | ------------------- | --------- | --------- | ------------------ | ------------------ | ------------------ | -------------------- | -------------------- | -------------------- | ------------- | ------------- | ------------- | ------ | ------ | ------ |
| 2018–19             | «Ліферінг»          | 2Л                  | 12        | -26       |                    | -                  | -                  | -                    | -                    | -                    | -             | -             | -             | 12     | -26    |        |
| 2019–20             | «Ред Булл»          | БЛ                  | 0         | 0         | КА                 | 0                  | 0                  | ЛЧ                   | 0                    | 0                    | -             | -             | -             | 0      | 0      |        |
| 2020–21             | «Віль»              | ЧЛ                  | 32        | -41       | КШ                 | 1                  | 0                  | -                    | -                    | -                    | -             | -             | -             | 33     | -41    |        |
| 2021–22             | «Ред Булл»          | БЛ                  | 28        | -17       | КА                 | 3                  | -2                 | ЛЧ                   | 10                   | -16                  | -             | -             | -             | 41     | -35    |        |
| 2022–23             | «Ред Булл»          | БЛ                  | 13        | -8        | КА                 | 1                  | 0                  | ЛЧ                   | 4                    | -3                   | -             | -             | -             | 18     | -11    |        |
| Усього за Зальцбург | Усього за Зальцбург | Усього за Зальцбург | 41        | -25       |                    | 4                  | -2                 |                      | 14                   | –                    |               | -             | -             | 59     | -46    |        |
| Усього за кар'єру   | Усього за кар'єру   | Усього за кар'єру   | 85        | -92       |                    | 5                  | -2                 |                      | 14                   | –                    |               | -             | -             | 104    | -113   |        |

## Титули і досягнення
- Чемпіон Австрії (3):

«Ред Булл»: 2019-2020, 2021-2022, 2022-2023
- Володар Кубка Австрії (2):

«Ред Булл»: 2019-2020, 2021-2022